# Hot Girls Wanted
Hot Girls Wanted és un documental estatunidenc del 2015 dirigit per Jill Bauer i Ronna Gradus. La pel·lícula segueix la vida de diverses actrius pornogràfiques de 18 i 19 anys. La pel·lícula es va estrenar al Sundance Film Festival 2015 i es va estrenar a Netflix el 29 de maig de 2015.

## Sinopsi
Diverses dones joves de 18 a 25 anys són entrevistades sobre les seves experiències com a actrius de pornografia. Entre aquestes dones s'inclou Rachel Bernard, Tressa Silguero i Karly Stouffer, que són reclutades per un agent porno amateur de 23 anys, Riley Reynolds, per viure a la seva casa del nord de Miami Beach. Silguero, de 19 anys, acabaria deixant la carrera pornogràfica.

## Producció
La pel·lícula es va imaginar originalment com una exploració del consum masculí de pornografia als campus universitaris. Els cineastes van abandonar aquesta idea quan van descobrir que els homes miraven sobretot vídeos pornogràfics protagonitzats per dones joves. Llavors, encuriosits pels motius que porten a homes grans a demandar pornografia de dones joves van reorientar l'argument de la pel·lícula cap a la forma en com les dones joves entren en la indústria pornogràfica i que elles expliquessin la seva història. Després de l'estrena de Sundance es van produir més edicions per tractar els problemes identificats pels cineastes durant les projeccions. Al llarg de diverses discussions amb el públic a Twitter, també es van aclarir algunes de les declaracions de la pel·lícula.

## Estrena
Hot Girls Wanted es va estrenar al Sundance Film Festival 2015. Netflix va escollir la pel·lícula per distribuir-la i la va estrenar el 29 de maig de 2015.

## Recepció
L’agregador de ressenyes Rotten Tomatoes donà a la pel·lícula un 82% de ressenyes positives, amb nou d’onze crítics enquestats que li donaren una ressenya positiva; la valoració mitjana seria de 6,5/10. Geoff Berkshire, de Variety, va escriure que era: "Una mirada íntima i, finalment, angoixant dins del món del porno amateur, Hot Girls Wanted sorprèn i indignarà al públic en igual mesura". Leslie Felperin, de The Hollywood Reporter, ho va definir-la com un "estudi rigorós i oportú". Jordan Hoffman de The Guardian ho va puntuar amb 2/5 estrelles i va escriure: "Si estiguessis a les fosques sobre els perills potencials per a les dones joves que treballen a la indústria porno, aquest documental pot resultar instructiu. Per a la resta, és un recordatori innecessari (per bé que saludable)". Mike Hale, del New York Times, la va descriure com "un documental amb un tema i un títol provocatius, però amb un to incert que vacil·la entre la indignació cansada i la preocupació materna".
Reynolds i dos de les intèrprets van dir que la pel·lícula se centrava massa en els pitjors escenaris. Independentment, Reynolds va dir que la pel·lícula havia inspirat més dones joves a entrar en la pornografia.

## Sèrie de TV:Turned On
Hot Girls Wanted: Turned On, fou una sèrie documental de sis parts de Netflix que exploraria la intersecció de la sexualitat i la tecnologia, i que es va llançar l'abril del 2017 per ampliar el que s'explicava a la pel·lícula Hot Girls Wanted.